# Piper kuhlmannii
Piper kuhlmannii är en pepparväxtart som beskrevs av Truman George Yuncker. Piper kuhlmannii ingår i släktet Piper och familjen pepparväxter. Inga underarter finns listade i Catalogue of Life.